# Hales Corners
Hales Corners – wieś w Stanach Zjednoczonych, w stanie Wisconsin, w hrabstwie Milwaukee.